# Juan Galeano
Juan Daniel Galeano (Buenos Aires, Argentina, 3 de julio de 1988) es un futbolista argentino que juega de mediocampista en Atlanta de la Primera Nacional.

## Atlanta
Debutó en Atlanta a los 19 años donde jugaba habitualmente de doble 5. Sin embargo ocupó mucho tiempo el lugar de 8 sin dificultades.
Luego de pasar por Cobresal y Sarmiento de Junín regresó a Atlanta en 2013. Sus actuaciones más destacadas las tuvo jugando para el bohemio por Copa Argentina donde convirtió un gol ante Racing y su equipo eliminó a Olimpo de Bahía Blanca y a Comunicaciones respectivamente .

## Clubes
| Club                   | País      | Año         | PJ | Goles |
| ---------------------- | --------- | ----------- | -- | ----- |
| Atlanta                | Argentina | 2008-2011   | 29 | 1     |
| Cobresal               | Chile     | 2012        | 19 | 2     |
| Sarmiento de Junín     | Argentina | 2013        | 10 | 0     |
| Atlanta                | Argentina | 2013-2015   | 83 | 10    |
| San Martín de San Juan | Argentina | 2016        | 6  | 0     |
| San Martín de Tucumán  | Argentina | 2017 - 2018 | 22 | 4     |
| Aldosivi               | Argentina | 2018-2019   | 15 | 0     |
| Central Córdoba (SdE)  | Argentina | 2019-2021   | 45 | 1     |
| Atlanta                | Argentina | 2022-2023   | 18 | 4     |
| Atlético Rafaela       | Argentina | 2024-Act.   |    |       |